# Ланцо-д’Интельви
Ланцо-д’Интельви (итал. Lanzo d'Intelvi) — коммуна в Италии, располагается в регионе Ломбардия, в провинции Комо, на границе с Швейцарией.
Население составляет 1304 человека (2008 г.), плотность населения составляет 130 чел./км². Занимает площадь 10 км². Почтовый индекс — 22024. Телефонный код — 031.
Покровителем коммуны почитается святой Сир из Павии, празднование 9 декабря.

## Демография
Динамика населения:

## Администрация коммуны
- Телефон: 031 840132